# Pianeti
Albums de Ultimo
Peter Pan
(2018)
Singles
1. Chiave
Sortie : 6 mars 2017
2. Ovunque tu sia
Sortie : 23 mai 2017
3. Sabbia
Sortie : 25 juillet 2017
4. Pianeti
Sortie : 6 octobre 2017
5. Stasera
Sortie : 6 novembre 2017

Pianeti est le premier album studio de l'auteur-compositeur-interprète italien Ultimo. Publié le 16 octobre 2017, il contient 14 titres. À sa sortie, l'album est classé 47e par la Federazione Industria Musicale Italiana (FIMI). Il atteindra sa position maximale, à la 5e place, plus de deux ans après sa sortie, en août 2019.
En novembre 2024, l'album est certifié quadruple disque de platine en Italie. Cinq singles en sont tirés, dont celui du même nom, Pianeti, certifié quadruple disque de platine. En août 2024, neuf des quatorze titres ont reçu une certification, allant du disque d'or au quadruple disque de platine.

## Présentation
Au cours de l'année 2017, Ultimo publie plusieurs singles anticipant ce premier album. Le 10 mars sort Chiave, suivi le 26 mai par Ovunque tu sia et le 21 juillet par Sabbia. Les versions acoustiques de Giusy et Sogni appei sont également publiées,.
Le 17 septembre 2017, lors de l'Honiro Label Party, Ultimo annonce la sortie de son premier album, ainsi que son titre. Publié le 6 octobre suivant, l'album compte 14 chansons, écrites et composées par le chanteur lui-même. En parallèle de la sortie de l'album est publié le single éponyme,. Le dernier single de l'album, Stasera, sort le 6 novembre.
Pour promouvoir l'album, deux concerts sont organisés, les 19 et 20 janvier 2018, respectivement au Santeria Social Club à Milan et au Quirinetta à Rome. Les deux concerts ont lieu à guichets fermés.
En novembre 2024, la plus haute certification reçue par cet album est un quadruple disque de platine.

## Pistes
Toutes les chansons sont écrites et composées par Niccolò Moriconi (Ultimo) sauf mention contraire.
| 1.    | Chiave                  | Niccolò Moriconi | Niccolò Moriconi, Matteo Nesi, Andrea Manusso | 3:59 |
| 2.    | Il capolavoro           | Niccolò Moriconi | Niccolò Moriconi, Matteo Nesi, Andrea Manusso | 3:44 |
| 3.    | Pianeti                 |                  |                                               | 3:44 |
| 4.    | Mille universi          |                  |                                               | 4:08 |
| 5.    | Sabbia                  |                  |                                               | 3:38 |
| 6.    | Racconterò di te        |                  |                                               | 3:24 |
| 7.    | Giusy                   |                  |                                               | 3:26 |
| 8.    | Ovunque tu sa           | Niccolò Moriconi | Niccolò Moriconi, Matteo Nesi, Andrea Manusso | 3:19 |
| 9.    | La storia di un uomo    |                  |                                               | 3:24 |
| 10.   | Wendy                   |                  |                                               | 3:13 |
| 11.   | L'unica forza che ho    |                  |                                               | 4:03 |
| 12.   | Sogni appesi            |                  |                                               | 3:32 |
| 13.   | L'eleganza delle stelle |                  |                                               | 3:02 |
| 14.   | Stasera                 |                  |                                               | 4:04 |
| 50:40 |                         |                  |                                               |      |

## Classements et certifications
| Pays          | Meilleure position | Ref.   |
| ------------- | ------------------ | ------ |
| Italie (FIMI) | 5                  | [ 11 ] |

| Année | Pays          | Position | Ref.   |
| ----- | ------------- | -------- | ------ |
| 2018  | Italie (FIMI) | 41       | [ 12 ] |
| 2019  | Italie (FIMI) | 11       | [ 13 ] |
| 2020  | Italie (FIMI) | 45       | [ 14 ] |
| 2021  | Italie (FIMI) | 90       | [ 15 ] |
| 2022  | Italie (FIMI) | 91       | [ 16 ] |

| Pays          | Certifications | Ref.   |
| ------------- | -------------- | ------ |
| Italie (FIMI) | 4 × Platine    | [ 11 ] |